# 베보 발데스
베보 발데스(Bebo Valdés, 1918년 10월 9일 ~ 2013년 3월 22일)는 쿠바의 피아노 연주자, 밴드 리더, 작곡가 그리고 기획자였다. 그는 쿠바 음악의 황금기에 중심 인물이었고, 두 개의 유명한 빅밴드를 이끌었으며, 트로피카나 클럽의 "하우스" 기획자 중 한 명이었다.